# Gotōge Koyoharu
Gotōge Koyoharu (吾峠 呼世晴 (Ngô Tạp Hô Thế Tình) sinh ngày 5 tháng 5 năm 1989) là một mangaka người Nhật Bản, nổi tiếng với loạt manga Thanh gươm diệt quỷ (2016–2020). Tính đến tháng 2 năm 2021, bộ truyện đã bán ra hơn 150 triệu bản trên toàn thế giới (bao gồm cả định dạng kỹ thuật số), qua đó trở thành loạt manga bán chạy thứ 9 mọi thời đại.

## Cuộc đời
Gotōge sinh ngày 5 tháng 5 năm 1989 tại tỉnh Fukuoka, Nhật Bản. Vị tác giả không công khai danh tính với công chúng, bên cạnh đó cái tên Gotōge Koyoharu cũng được cho là một bút danh.

## Sự nghiệp
Năm 2013, Gotōge giành giải Gương mặt mới của tờ Jump lần thứ 70 với tác phẩm đầu tay là one-shot Kagarigari (過狩り狩り). Vị tác giả tiếp tục sáng tác ba one-shot nữa: Monju Shirō Kyōdai (文殊史郎兄弟), xuất bản trên Jump Next! vào năm 2014; Rokkotsu-san (肋骨さん), xuất bản trên Weekly Shōnen Jump cùng năm; và Haeniwa no Zigzag (蠅庭のジグザグ), xuất bản trên Weekly Shōnen Jump vào năm 2015.
Sau khi Haeniwa no Zigzag không được chấp nhận đăng dài kỳ, Katayama Tatsuhiko, biên tập viên đầu tiên của Gotōge, đã gợi ý vị tác giả nên chuyển sang sáng tác một bộ truyện có "chủ đề dễ hiểu". Tác phẩm đầu tay Kagarigari của Gotouge trở thành nền tảng cho Thanh gươm diệt quỷ—bộ truyện được đăng trên Weekly Shōnen Jump từ ngày 15 tháng 2 năm 2016 đến ngày 18 tháng 5 năm 2020. Manga là một tác phẩm thành công với hơn 150 triệu bản được phát hành trên toàn thế giới (đã tính bản kỹ thuật số) tính đến tháng 2 năm 2021, qua đó trở thành một trong những manga bán chạy nhất mọi thời đại.
Tháng 2 năm 2021, Gotōge chia sẻ rằng dự án tiếp theo của mình sẽ là một tác phẩm rom-com chủ đề khoa học viễn tưởng.

## Cảm hứng
Gotōge cho biết JoJo no Kimyō na Bōken của Araki Hirohiko, Naruto của Kishimoto Masashi, Bleach của Kubo Taito và Gintama của Sorachi Hideaki là những tác phẩm có sức ảnh hưởng lên sáng tác của mình.

## Giải thưởng và tôn vinh
Năm 2020, Gotōge nhận Giải thưởng Văn hóa Xuất bản Noma lần thứ 2 của nhà xuất bản Kōdansha, giải thưởng vinh danh những người có đóng góp "đổi mới ngành xuất bản". Gotōge giành giải này do doanh thu của nhượng quyền Thanh gươm diệt quỷ đã góp phần thúc đẩy toàn bộ ngành công nghiệp xuất bản từ năm 2019 đến năm 2020. Cùng năm, Gotōge giành được Giải Kịch bản/Cốt truyện gốc xuất sắc nhất tại lễ trao giải Tokyo Anime.
Tháng 2 năm 2021, Gotōge góp mặt trong danh sách Time 100 Next của tờ Time, hạng mục "Phenoms" (tạm dịch: "Hiện tượng"), một danh sách tôn vinh "100 gương mặt mới có tầm ảnh hưởng sẽ định hình nên tương lai", trở thành mangaka đầu tiên nhận được danh hiệu này. Tháng 3 năm 2021, Gotōge giành giải Gương mặt mới hạng mục mỹ thuật truyền thông thuộc Giải Mỹ thuật được Bộ trưởng Bộ Giáo dục, Văn hóa, Thể thao, Khoa học và Công nghệ Nhật Bản khuyến nghị năm 2020. Cũng trong năm 2021, Gotōge giành Giải Đặc biệt tại lễ trao giải Văn hóa Tezuka Osamu lần thứ 25. Cùng năm, Gotōge giành giải cao nhất của hạng mục Truyện tranh tại tại lễ trao giải của Hiệp hội Nghệ sĩ Hoạt họa Nhật Bản lần thứ 50.

## Tác phẩm
- Kagarigari (過狩り狩り?) (2013) — One-shot
- Monju Shirō Kyōdai (文殊史郎兄弟?) (2014) — One-shot đăng trên tờ Jump Next! của Shūeisha.
- Rokkotsu-san (肋骨さん?) (2014) — One-shot đăng trên Weekly Shōnen Jump của Shūeisha.
- Haeniwa no Zigzag (蠅庭のジグザグ?) (2015) — One-shot đăng trên Weekly Shōnen Jump.
- Thanh gươm diệt quỷ (鬼滅の刃 Kimetsu no Yaiba?) (2016–2020) — Đăng dài kỳ trên Weekly Shōnen Jump, tổng hợp thành 23 tập tankōbon.[24][25]
- Tuyển tập truyện ngắn Koyoharu Gotouge (吾峠呼世晴短編集 Gotōge Koyoharu Tanpenshū?) (2019) — Tuyển tập bốn one-shot của Gotōge, do Shūeisha xuất bản.